# Landschaftsschutzgebiet Wald-Talbereich bei Krentrup

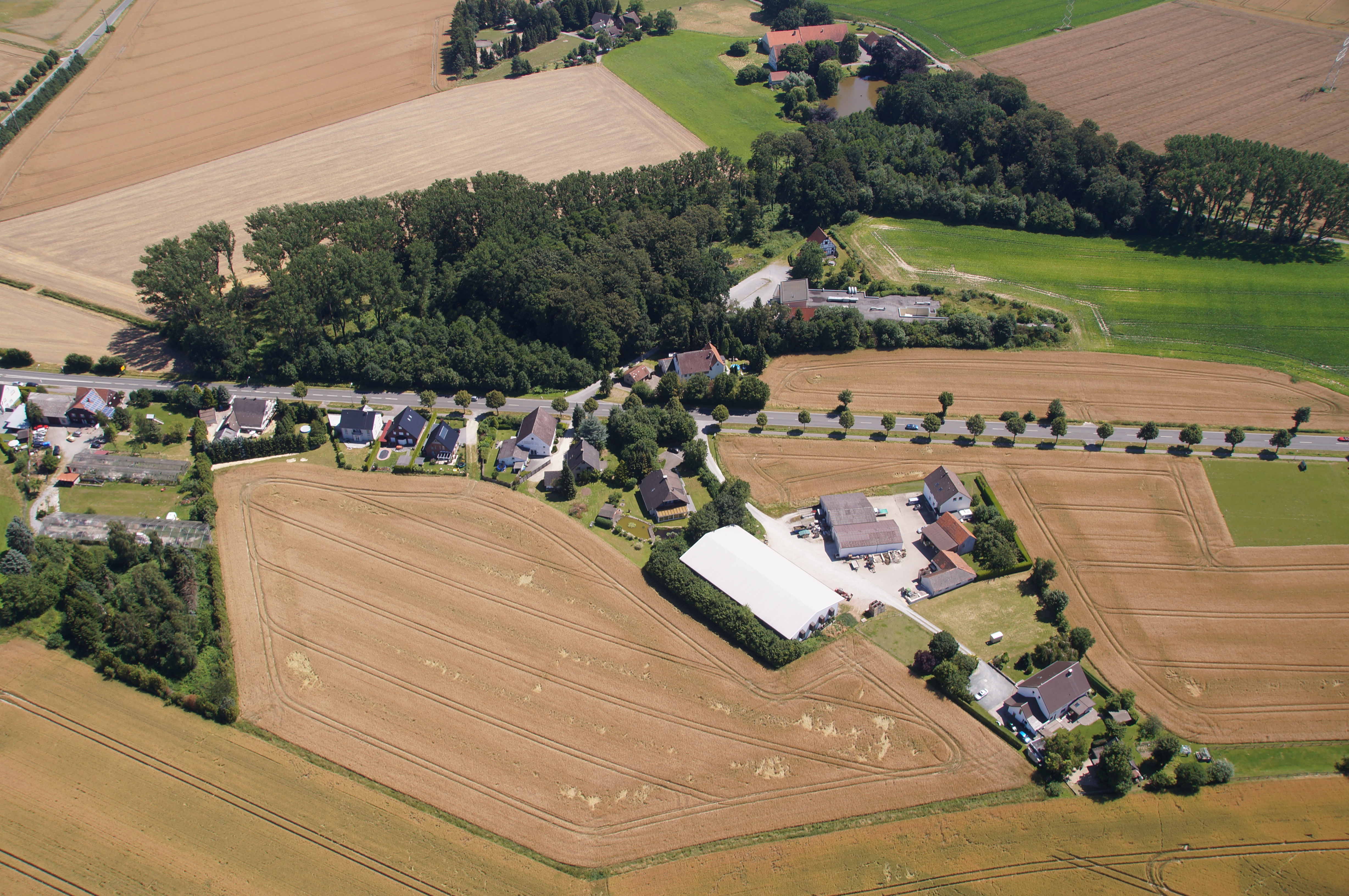
Landschaftsschutzgebiet Wald-Talbereich bei Krentrup im Hintergrund von Westen

Das Landschaftsschutzgebiet Wald-Talbereich bei Krentrup mit etwa 4,3 ha Flächengröße liegt im Gemeindegebiet von Leopoldshöhe. Es wurde 2001 mit dem Landschaftsplan Nr. 2 Leopoldshöhe/Oerlinghausen-Nord durch den Kreistag des Kreises Lippe als Landschaftsschutzgebiet (LSG) ausgewiesen.

## Beschreibung
Das Schutzgebiet liegt im Ortsteil Krentrup. Die Bebauung grenzt teils direkt an das LSG. Das LSG umfasst einen Eichen-Buchenwald mit naturnahem Bach, wobei der Bach streckenweise begradigt ist. Im Osten des Waldbereiches ist eine Fichtenaufforstung ins LSG einbezogen.
Der Landschaftsplan Nr. 2 Leopoldshöhe/Oerlinghausen-Nord führt zum Wert des Landschaftsschutzgebietes aus: „Dem Schutzgebiet kommt besondere Bedeutung als Rückzugsraum für zahlreiche Tierarten in einer überwiegend ackerbaulich genutzten Landschaft zu.“

## Schutzzwecke für das LSG
Laut Landschaftsplan erfolgte die Ausweisung des LSG
- „zur Erhaltung und Wiederherstellung der Leistungsfähigkeit des Naturhaushaltes mit seinen vielfältigen Funktionen Wasserschutz, Klimaschutz, Bodenschutz, Biotop- und Artenschutz in einem durch Siedlungsbereiche, Streubebauung und Verkehr stark beanspruchten und z.T. beeinträchtigten Raum,“
- „zur Erhaltung der Nutzungsfähigkeit der Naturgüter,“
- „zur Erhaltung und Entwicklung des für den Planungsraum typischen Landschaftsbildes mit seinen prägenden Tälern, naturnahen Waldbeständen, geomorphologischen Ausprägungen und gliedernden und belebenden Elementen,“
- „zur Erhaltung und Sicherung der besonderen Bedeutung des Planungsraumes für die Erholung.“[1]

## Rechtliche Vorschriften
Im Landschaftsschutzgebiet ist unter anderem das Errichten von Bauten und Fischteichen verboten. Grün- und Brachland darf nicht in eine andere Nutzungsart umgewandelt oder umgebrochen werden. Es ist ferner verboten Hunde frei laufen zu lassen. Vom Verbot ist Hundeeinsatz bei der ordnungsgemäßen Jagd, auf Hof- und Gartenbereichen und der Einsatz von Hütehunden ausgenommen.